# Вепрь (Бежецкий район)
Вепрь — деревня в Бежецком районе Тверской области. Входит в состав Поречьевского сельского поселения.

## География
Находится в восточной части Тверской области на расстоянии приблизительно 42 км на север-северо-запад по прямой от районного центра города Бежецк.

## История
Деревня была отмечена еще на карте 1825 года. В 1859 году здесь (деревня Бежецкого уезда Тверской губернии) было учтено 42 двора, в 1978 — 53.

## Население
Численность населения: 134 человека (1859 год), 30 (русские 97 %) в 2002 году, 19 в 2010.